# Campeonato Africano de Atletismo Sub-20
O Campeonato Africano de Atletismo Sub-20 (em inglês: African U20 Championships in Athletics) anteriormente Campeonato Africano de Atletismo Júnior é uma competição organizada a cada dois anos pela Confederação Africana de Atletismo para atletas com até 19 anos de idade, classificados como Sub-20. A competição teve sua edição inaugural em 1994.

## Edições
| Edição | Ano  | Cidade        | País            | Datas                        |
| ------ | ---- | ------------- | --------------- | ---------------------------- |
| I      | 1994 | Argel         | Argélia         | 6 – 8 de julho               |
| II     | 1995 | Bouaké        | Costa do Marfim | 20 – 22 de julho             |
| III    | 1997 | Ibadan        | Nigéria         | 21 – 23 de agosto            |
| IV     | 1999 | Tunes         | Tunísia         | 22 – 25 de julho             |
| V      | 2001 | Moca          | Maurícia        | 9 – 12 de julho              |
| VI     | 2003 | Garua         | Camarões        | 31 de julho – 3 de agosto    |
| VII    | 2005 | Tunes e Radès | Tunísia         | 1 – 4 de setembro            |
| VIII   | 2007 | Uagadugu      | Burquina Fasso  | 9 – 12 de agosto             |
| IX     | 2009 | Bambous       | Maurícia        | 30 de julho – 2 de agosto    |
| X      | 2011 | Gaborone      | Botsuana        | 12 – 15 de maio              |
| XI     | 2013 | Bambous       | Maurícia        | 29 de agosto – 1 de setembro |
| XII    | 2015 | Adis Abeba    | Etiópia         | 5 – 8 de março               |
| XIII   | 2017 | Tremecém      | Argélia         | 29 de junho – 2 de julho     |

## Quadro geral de medalhas
Até 2017
| Ordem | País                           | Medalha de ouro | Medalha de prata | Medalha de bronze | Total |
| ----- | ------------------------------ | --------------- | ---------------- | ----------------- | ----- |
| 1     | África do Sul                  | 110             | 66               | 53                | 229   |
| 2     | Quênia                         | 80              | 76               | 33                | 189   |
| 3     | Nigéria                        | 75              | 68               | 38                | 181   |
| 4     | Etiópia                        | 48              | 63               | 64                | 175   |
| 5     | Egito                          | 47              | 44               | 29                | 120   |
| 6     | Argélia                        | 41              | 38               | 53                | 132   |
| 7     | Marrocos                       | 27              | 34               | 47                | 108   |
| 8     | Tunísia                        | 23              | 24               | 46                | 93    |
| 9     | Gana                           | 11              | 21               | 20                | 52    |
| 10    | Ilhas Maurícias                | 11              | 19               | 26                | 56    |
| 11    | Senegal                        | 10              | 12               | 14                | 36    |
| 12    | Sudão                          | 10              | 6                | 4                 | 20    |
| 13    | Uganda                         | 8               | 4                | 9                 | 21    |
| 14    | Zimbabwe                       | 7               | 10               | 6                 | 23    |
| 15    | Burquina Fasso                 | 5               | 13               | 15                | 33    |
| 16    | Botswana                       | 5               | 9                | 19                | 30    |
| 17    | Camarões                       | 5               | 8                | 7                 | 20    |
| 18    | Costa do Marfim                | 5               | 5                | 12                | 22    |
| 19    | Seicheles                      | 4               | 5                | 7                 | 16    |
| 20    | Gâmbia                         | 3               | 2                | 2                 | 7     |
| 21    | Namíbia                        | 2               | 4                | 6                 | 12    |
| 22    | Mali                           | 2               | 1                | 3                 | 6     |
| 23    | Madagáscar                     | 2               | 0                | 2                 | 4     |
| 24    | Líbia                          | 1               | 3                | 0                 | 4     |
| 25    | Togo                           | 1               | 1                | 1                 | 3     |
| -     | Lesoto                         | 1               | 1                | 1                 | 3     |
| 27    | Burundi                        | 1               | 0                | 1                 | 2     |
| 28    | Comores                        | 1               | 0                | 0                 | 1     |
| 29    | Gabão                          | 0               | 3                | 1                 | 4     |
| 30    | Benim                          | 0               | 2                | 0                 | 2     |
| 31    | Zâmbia                         | 0               | 1                | 1                 | 2     |
| 32    | República Democrática do Congo | 0               | 1                | 0                 | 1     |
| -     | Moçambique                     | 0               | 1                | 0                 | 1     |
| 34    | Eritreia                       | 0               | 0                | 4                 | 4     |
| 35    | Ruanda                         | 0               | 0                | 1                 | 1     |
| -     | República do Congo             | 0               | 0                | 1                 | 1     |